# Opatów (województwo śląskie)
Opatów – wieś w Polsce, położona w województwie śląskim, w powiecie kłobuckim, w gminie Opatów.
W dobie Sejmu Wielkiego Opatów należał do powiatu lelowskiego.
W latach 1975–1998 miejscowość należała administracyjnie do województwa częstochowskiego.
Miejscowość przy drodze krajowej nr 43 Częstochowa – Wieluń, położona w dolince rzeki Opatówka (dopływ Liswarty). Od wschodu rozciąga się wapienne wzniesienie (Góra Opatowska), z licznymi skałkami i jaskinią. We wsi znajduje się Urząd Gminy, poczta, Szkoła Podstawowa im. Marii Konopnickiej, Gimnazjum, ośrodek zdrowia, biblioteka, Bank Spółdzielczy, Ochotnicza Straż Pożarna, bary i sklepy. We wsi działa od 1948 roku Orkiestra Dęta Ochotniczej Straży Pożarnej.

## Części wsi
| SIMC    | Nazwa     | Rodzaj    |
| ------- | --------- | --------- |
| 1002188 | Gatka     | część wsi |
| 1002202 | Klepaczka | część wsi |
| 1002314 | Witocin   | część wsi |

## Zabytki
- na południowo-wschodnim zboczu góry, od strony miejscowości Popowice, znajdował się prawdopodobnie drewniany klasztor ufundowany przez Władysława Opolczyka, zniszczony podczas pożaru.
- kościół katolicki pw. Niepokalanego Poczęcia Najświętszej Maryi Panny; w kościele zabytkowe obrazy; m.in. Patronka świątyni. Po drugiej stronie rzeki cmentarz parafialny
- cmentarzysko kultury łużyckiej i przeworskiej; badania archeologiczne i antropologiczne prowadzone od 1938 roku przez pracowników naukowych i studentów Uniwersytetu Jagiellońskiego w Krakowie[9]; w latach 1970–1981 prowadzono również wykopaliska osady łużyckiej